# Roland Wieser
Roland Wieser (Zschopau, 6 de mayo de 1956) es un atleta alemán especializado en marcha atlética. En 1978 se proclamó campeón de Europa en es Campeonato Europeo de Atletismo celebrado en la ciudad de Praga.
Participó en la prueba de los 20 km marcha en los Juegos Olímpicos de Moscú de 1980, quedando en tercera posición.
Obtuvo la medalla de plata en la Copa del Mundo de Marcha Atlética del año 1981 celebrada en la ciudad española de Valencia
Su mejor marca personal en la distancia de 20 km marcha data de 1979 y está establecida en 1h:21:21.